# Kevin Josué López
Kevin Josué López Maldonado (Santa Rita, Yoro, Honduras; 3 de febrero de 1996) es un futbolista hondureño. Juega como interior derecho y su club actual es el Club Deportivo Olimpia de la Liga Nacional de Honduras.

## Trayectoria

### Motagua
Kevin López fue formado en las reservas del Atlético Choloma. En 2013 pasó a las filas de Motagua y al siguiente año fue ascendido al plantel de primera división, por pedido del director técnico Diego Vásquez. Hizo su debut el 13 de abril de 2014, en la victoria de visita sobre Parrillas One por 2 a 1, partido en el cual fue el anotador del segundo gol de su equipo.

## Selección nacional

### Selecciones menores
A nivel de selecciones nacionales ha sido internacional con la sub-17, donde fue tomado en cuenta por el entrenador José Francisco Valladares para jugar el Campeonato Sub-17 de la Concacaf de 2013, así como la Copa Mundial de Fútbol Sub-17 de 2013. El 30 de abril de 2015 se anunció que había sido convocado para disputar la Copa Mundial de Fútbol Sub-20 de 2015 en Nueva Zelanda.
Participaciones en Copas del Mundo
| Mundial                     | Sede            | Resultado        |
| --------------------------- | --------------- | ---------------- |
| Copa Mundial Sub-17 de 2013 | Emiratos Árabes | Cuartos de final |
| Copa Mundial Sub-20 de 2015 | Nueva Zelanda   | Fase de grupos   |

Participaciones en Juegos Centroamericanos y del Caribe
| Torneo                                    | Sede   | Resultado    | PJ | G |
| ----------------------------------------- | ------ | ------------ | -- | - |
| XXII Juegos Centroamericanos y del Caribe | México | Cuarto lugar | 5  | 1 |

### Selección absoluta
Ha sido internacional con la selección de fútbol de Honduras. Debutó bajo el mando del uruguayo Fabián Coito el 5 de septiembre de 2019, durante un amistoso contra Puerto Rico que finalizó con victoria catracha de 4 a 0.

## Estadísticas
| F. C. Motagua Honduras                                                                   |                     |                     |     |    |   |    |    |    |     |    |
| 2013-14                                                                                  | 1.ª                 | 1                   | 1   | -  | - | -  | -  | 1  | 1   |    |
| 2014-15                                                                                  | 1.ª                 | 23                  | 1   | -  | - | -  | -  | 23 | 1   |    |
| 2015-16                                                                                  | 1.ª                 | 22                  | 6   | 0  | 0 | 3  | 0  | 25 | 6   |    |
| 2016-17                                                                                  | 1.ª                 | 19                  | 2   | 0  | 0 | 0  | 0  | 19 | 2   |    |
| 2017-18                                                                                  | 1.ª                 | 13                  | 2   | 0  | 0 | 2  | 0  | 13 | 2   |    |
| 2018-19                                                                                  | 1.ª                 | 40                  | 10  | 0  | 0 | 8  | 2  | 48 | 12  |    |
| 2019-20                                                                                  | 1.ª                 | 29                  | 8   | 0  | 0 | 10 | 1  | 39 | 9   |    |
| 2020-21                                                                                  | 1.ª                 | 32                  | 8   | 0  | 0 | 4  | 2  | 36 | 10  |    |
| 2021-22                                                                                  | 1.ª                 | 15                  | 10  | 0  | 0 | 8  | 3  | 23 | 13  |    |
| Total                                                                                    | Total               | Total               | 194 | 48 | 0 | 0  | 35 | 8  | 229 | 56 |
| Comunicaciones F. C. · Guatemala                                                         |                     |                     |     |    |   |    |    |    |     |    |
| 2021-22                                                                                  | 1.ª                 | 22                  | 2   | -  | - | 4  | 0  | 26 | 2   |    |
| 2022-23                                                                                  | 1.ª                 | 18                  | 2   | 0  | 0 | 2  | 0  | 20 | 2   |    |
| Total                                                                                    | Total               | Total               | 40  | 4  | 0 | 0  | 6  | 0  | 46  | 4  |
| C. D. Olimpia Honduras                                                                   |                     |                     |     |    |   |    |    |    |     |    |
| 2022-23                                                                                  | 1.ª                 | 21                  | 6   | -  | - | 2  | 1  | 23 | 7   |    |
| Total                                                                                    | Total               | Total               | 21  | 6  | 0 | 0  | 2  | 1  | 23  | 7  |
| Total en su carrera                                                                      | Total en su carrera | Total en su carrera | 255 | 58 | 0 | 0  | 43 | 9  | 298 | 67 |
| (1)Incluye Copa de Honduras. (2)Incluye Liga de Campeones de la Concacaf, Liga Concacaf. |                     |                     |     |    |   |    |    |    |     |    |

## Palmarés

### Campeonatos nacionales
| Campeonato            | Club                 | País      | Año  |
| --------------------- | -------------------- | --------- | ---- |
| Torneo Apertura       | F. C. Motagua        | Honduras  | 2014 |
| Torneo Apertura       | F. C. Motagua        | Honduras  | 2016 |
| Torneo Clausura       | F. C. Motagua        | Honduras  | 2017 |
| Supercopa de Honduras | F. C. Motagua        | Honduras  | 2017 |
| Torneo Apertura       | F. C. Motagua        | Honduras  | 2018 |
| Torneo Clausura       | F. C. Motagua        | Honduras  | 2019 |
| Torneo Clausura       | Comunicaciones F. C. | Guatemala | 2022 |